# Borbotana distortimacula
Borbotana distortimacula là một loài bướm đêm trong họ Noctuidae.